# Voszkreszenszkojei járás

A Voszkreszenszkojei járás a Szaratovi területen

A Voszkreszenszkojei járás (oroszul Воскресенский муниципальный район) Oroszország egyik járása a Szaratovi területen. Székhelye Voszkreszenszkoje.

## Népesség
- 1989-ben 12 080 lakosa volt.
- 2002-ben 12 008 lakosa volt.
- 2010-ben 12 098 lakosa volt, melyből 10 353 orosz, 297 tatár, 236 ukrán, 195 örmény, 123 csecsen, 86 azeri, 80 lezg, 72 kazah, 66 mordvin, 61 csuvas, 59 mari, 57 avar stb.